# Paravilla flavipilosa
Paravilla flavipilosa är en tvåvingeart som först beskrevs av Cole 1923.  Paravilla flavipilosa ingår i släktet Paravilla och familjen svävflugor. Inga underarter finns listade i Catalogue of Life.